# Bulbophyllum luckraftii
Bulbophyllum luckraftii är en orkidéart som beskrevs av Ferdinand von Mueller. Bulbophyllum luckraftii ingår i släktet Bulbophyllum och familjen orkidéer. Inga underarter finns listade i Catalogue of Life.